# Aaron Donald
Aaron Charles Donald (Pittsburgh, Pensilvania, Estados Unidos; 23 de mayo de 1991) es un exjugador profesional de fútbol americano estadounidense. Jugaba en la posición de defensive tackle y desarrolló toda su carrera en los St. Louis/Los Angeles Rams de la National Football League (NFL).
Jugó a nivel universitario en Pittsburgh antes de ser elegido por los Rams en la primera ronda del Draft de la NFL de 2014.

## Biografía
Donald asistió a Penn Hills High School, donde fue seleccionado All-State Class AAAA en sus dos últimas temporadas, registrando un total de 63 tacleadas y 11 capturas (sacks) como sénior. Fue considerado un 3 estrellas por Rivals.com, y clasificado como el 37.º mejor defensive tackle en el país.

## Carrera

### Universidad
Tras su paso por el instituto, Donald se graduó en Pittsburgh, donde jugó para los Panthers de 2010 a 2013. También recibió ofertas de Toledo, Akron y Rutgers.

### NFL

#### St. Louis/Los Angeles Rams
Donald fue seleccionado por los St. Louis Rams en la primera ronda (puesto 13) del draft de 2014. El 16 de junio de 2014, Donald firmó un contrato como rookie de 4 años por $10.13 millones, todos ellos garantizados. También incluía un bonus por firmar de $5.69 millones y una opción de un quinto año.
En su primera temporada, ganó el premio de Rookie Defensivo del Año y fue invitado al Pro Bowl.
En las temporadas de 2017 y 2018, fue elegido como el Jugador Defensivo del Año.
El 6 de abril de 2020, Donald fue anunciado como uno de los cuatro defensive tackles del equipo All-Decade de la década de 2010-2019, junto a Geno Atkins, Fletcher Cox y Ndamukong Suh.
El 8 de enero de 2021, fue nombrado al primer equipo All-Pro de forma unánime y por sexta temporada consecutiva.
El 15 de marzo de 2024 anunció su retiro de la National Football League (NFL) después de 10 temporadas, todas ellas con los St. Louis/Los Angeles Rams

## Estadísticas
|         | Líder de la liga                                             |
|         | Denota temporada en la que fueron campeones de la Super Bowl |
| Negrita | Máximo de carrera                                            |

### Temporada regular
| Año   | Equipo | Partidos | Partidos | Placajes | Placajes | Placajes | Placajes | Placajes | Fumbles | Fumbles | Fumbles | Fumbles |
| Año   | Equipo | PJ       | PT       | Cmb      | Solo     | Ast      | Sck      | TFL      | FF      | FR      | Yds     | TD      |
| ----- | ------ | -------- | -------- | -------- | -------- | -------- | -------- | -------- | ------- | ------- | ------- | ------- |
| 2014  | STL    | 16       | 12       | 48       | 38       | 10       | 9.0      | 18       | 2       | 0       | 0       | 0       |
| 2015  | STL    | 16       | 16       | 69       | 44       | 25       | 11.0     | 22       | 0       | 1       | 40      | 0       |
| 2016  | LAR    | 16       | 16       | 47       | 36       | 11       | 8.0      | 17       | 2       | 0       | 0       | 0       |
| 2017  | LAR    | 14       | 14       | 41       | 32       | 9        | 11.0     | 15       | 5       | 1       | 0       | 0       |
| 2018  | LAR    | 16       | 16       | 59       | 41       | 18       | 20.5     | 25       | 4       | 2       | 0       | 0       |
| 2019  | LAR    | 16       | 16       | 48       | 29       | 19       | 12.5     | 20       | 2       | 1       | 0       | 0       |
| 2020  | LAR    | 16       | 16       | 45       | 27       | 18       | 13.5     | 14       | 4       | 1       | 0       | 0       |
| 2021  | LAR    | 17       | 17       | 84       | 38       | 46       | 12.5     | 19       | 4       | 0       | 0       | 0       |
| 2022  | LAR    | 11       | 11       | 49       | 27       | 22       | 5.0      | 10       | 1       | 1       | 0       | 0       |
| 2023  | LAR    | 16       | 16       | 53       | 28       | 25       | 8.0      | 16       | 0       | 0       | 0       | 0       |
| Total | Total  | 154      | 150      | 543      | 340      | 203      | 111.0    | 176      | 24      | 7       | 40      | 0       |

### Playoffs
| Año   | Equipo | Partidos | Partidos | Placajes | Placajes | Placajes | Placajes | Placajes | Fumbles | Fumbles | Fumbles | Fumbles |
| Año   | Equipo | PJ       | PT       | Cmb      | Solo     | Ast      | Sck      | TFL      | FF      | FR      | Yds     | TD      |
| ----- | ------ | -------- | -------- | -------- | -------- | -------- | -------- | -------- | ------- | ------- | ------- | ------- |
| 2017  | LAR    | 1        | 1        | 5        | 4        | 1        | 0.5      | 1        | —       | —       | —       | —       |
| 2018  | LAR    | 3        | 3        | 9        | 5        | 4        | 0.0      | 3        | —       | —       | —       | —       |
| 2020  | LAR    | 2        | 2        | 4        | 3        | 1        | 2.0      | 2        | —       | —       | —       | —       |
| 2021  | LAR    | 4        | 4        | 13       | 6        | 7        | 3.5      | 4        | —       | —       | —       | —       |
| 2023  | LAR    | 1        | 1        | 3        | 1        | 2        | 0.0      | 0        | —       | —       | —       | —       |
| Total | Total  | 11       | 11       | 34       | 19       | 15       | 6.0      | 10       | 0       | 0       | 0       | 0       |